# Dansk Håndbold
Dansk Håndbold, av dem själva ibland skrivet DanskHandbold, är Danmarks nationella handbollsförbund. Det grundades den 2 juni 1935 som Dansk Håndbold Forbund (DHF) och tog det nuvarande namnet 2023.

### Herrar
- Herrehåndboldligaen
- Danmarks herrlandslag i handboll

### Damer
- Damehåndboldligaen
- Danmarks damlandslag i handboll

### Fotnoter
1. ↑  ”International Handball Federation”. http://www.ihf.info/TheIHF/Profile/tabid/74/Default.aspx. Läst 19 september 2011.
2. ↑  ”DanskHåndbolds love” (på danska) (PDF). 10 juni 2023. https://cms.dhf.dk/media/xwzlze1o/lov-for-dansk-h%C3%A5ndbold.pdf. Läst 13 september 2023.
3. ↑  ”Om” (på danska). Håndbold.dk. https://danskhaandbold.dk/om. Läst 13 september 2023.